# FahnenFleck
Die FahnenFleck GmbH & Co. KG ist ein Hersteller und Lieferant für Flaggen, Masten, Displays und weiteren Werbemitteln mit Sitz in Hamburg. Das Unternehmen zählt in Deutschland zu den sechs größten und europaweit zu den größten Flaggenherstellern. FahnenFleck ist seit 1994 in Hamburg für die Ausstattung öffentlicher Plätze mit Flaggen zuständig und war unter anderem als Flaggenlieferant und Werbeausstatter für die Fußball-Weltmeisterschaft in Südafrika registriert.

## Produkte
Zusammen mit Mattes & Ammann entwickelte das Unternehmen den speziellen widerstandsfähigen Flaggenstoff "Strongoflag". 1994 erhielt FahnenFleck ein Europapatent auf die Entwicklung einer Maschine, mit der Applikationen per Ultraschall auf die Flagge aufgetragen werden.
Der Hersteller lieferte für die Weltmeisterschaft im Jahre 2010 in Südafrika Flaggen für die Länder Namibia, Botswana, aber auch eine Million Flaggen sowie 750.000 Auto-Fähnchen für Südafrika selber.
FahnenFleck war außerdem offizieller Ausstatter diverser Sportveranstaltungen wie den Olympischen Spielen in Mexiko (1968) und München (1972), dem Deutschen Turnfest in Leipzig (2002) sowie exklusiver Lizenznehmer für die Weltausstellung Expo 2000 in Hannover und dem 800. Hafengeburtstag in Hamburg (1989).
Neben der Messe- und Eventausstattung versorgt das Unternehmen weltweit Kunden mit seinen Produkten, darunter Flaggenmasten, Werbedisplays, Banner, Merchandiseartikel, Uniformen und Orden.

## Unternehmen
Das Unternehmen bestand lange Jahre aus zwei verschiedenen Firmen. Neben der Firma für die Flaggen- und Werbeproduktion, existierte bis zur Insolvenz 2018 eine separate Firma für Party-, Kostüm- und Eventartikel in Hamburg.
Die Komplementär in der FahnenFleck GmbH & Co. KG ist die Fahnenfleck Verwaltungsgesellschaft mbH mit Sitz in Hamburg.
Für den Vertrieb in Südafrika gründete das Unternehmen FahnenFleck Merchandising GmbH mit einem 51%igen Anteilseigner aus Südafrika – die FahnenFleck South Africa (Pty) Ltd. in Wellington, Südafrika.

## Geschichte
Das Unternehmen wurde 1882 von Maria Fleck in Hamburg gegründet und stattete zunächst Villen und repräsentative Gebäude mit Flaggen aus. 1987 übernahm Andreas Fleck die Geschäftsleitung. Seit November 2017 führt er das Unternehmen mit seinem Neffen Eike Neumann gemeinsam. Von 1975 bis 2013 war das Unternehmen in Pinneberg ansässig. 2013 wurde der Firmensitz zurück nach Hamburg verlegt. Seit dem letzten Umzug im April 2020 befindet sich das Unternehmen in der Stresemannstraße im Bezirk Altona. Zudem betreibt FahnenFleck seit 2019 einen Online-Shop für Gewerbetreibende.